# روي أوبراين
روي أوبراين (بالإنجليزية: Roy O'Brien)‏ (27 نوفمبر 1974 بكورك في جمهورية أيرلندا - ) هو مدرب كرة قدم ولاعب كرة قدم أيرلندي في مركز الدفاع. لعب مع نادي أرسنال ونادي بورنموث وويغان أتلتيك ويوفل تاون وDorchester Town F.C. ‏ ونادي ويموث.

## وصلات خارجية
- روي أوبراين على موقع قاعدة بيانات كرة القدم.إي يو (الإنجليزية)
- روي أوبراين على موقع Soccerbase.com (لاعب) (الإنجليزية)